# Time Will Tell (programa de televisión)
Time Will Tell era un programa de concursos emitido por la televisión estadounidense, en la fenecida cadena DuMont desde el 27 de agosto al 15 de octubre de 1954. El presentador del programa, Ernie Kovacs, también presentó otros programas en DuMont y NBC.
El juego consistía en tres concursantes que respondían preguntas en rondas de 90 segundos, medidas con un reloj de arena gigante.
El programa, producido y distribuido por DuMont, era emitido por la mayoría de las afiliadas a la cadena los viernes a las 10:30 p. m. Después de que el programa fue cancelado, DuMont lo reemplazó con programación local, que no era emitida en cadena.